# Eparchie troická
Eparchie troická je eparchie ruské pravoslavné církve nacházející se v Rusku.

## Území a titul biskupa
Zahrnuje správní hranice území městského okruhu Troick a Južnouralsk, také Varněnského, Jemanželinského, Jetkulského, Okťabrského, Plastovského, Troického, Uvelského, Ujského a Česmenského rajónu Čeljabinské oblasti.
Eparchiálnímu biskupovi náleží titul biskup troický a južnouralský.

## Historie
Dne 27. dubna 1928 byla rozhodnutím Prozatímního patriarchálního Svatého synodu uzavřen troický vikariát. Biskup Nazarij (Andrejev) získal titul čeljabinský a troický s povolením žít v Troicku.
Dne 26. července 2012 byla rozhodnutím Svatého synodu zřízena samostatná troická eparchie. Stala se součástí nově vzniklé čeljabinské metropole.

## Seznam biskupů

### Troický vikariát
- 1925–1925 Nikolaj (Amasijskij)
- 1925–1926 Dionisij (Prozorovskij)
- 1927–1928 Antonij (Milovidov)
  - 1929–1931 Simeon (Michajlov) dočasný správce
- 1931–1931 Melchisedek (Averčenko) odmítl jmenování

### Troická eparchie
- - 2012–2014 Feofan (Ašurkov) dočasný správce
- 2014–2018 Grigorij (Petrov)
  - 2018–2019 Grigorij (Petrov) dočasný správce
- 2019–2019 Parmen (Ščipelev)
  - 2019–2021 Grigorij (Petrov) dočasný správce
  - 2021–2023 Alexij (Pavlovič Orlov) dočasný správce
- od 2023 Pavel (Krivonogov)